# إقليم مولي
إقليم مولي السابع (بالإسبانية:   VII Región del Maule)‏ هو واحد من بين 15 إقليم إداري من المستوى الأداري الأول في تشيلي وعاصمته تالكا. يستمد الإقليم اسمه من نهر مولي الذي يقع غرب جبال الأنديز التي تقسم المنطقة وتمتد حوالي 20600 كم مربع. لنهر مولي أهمية تاريخية كبيرة لأنه يمثل الحدود الجنوبية لامبراطورية الإنكا.

## معرض صور

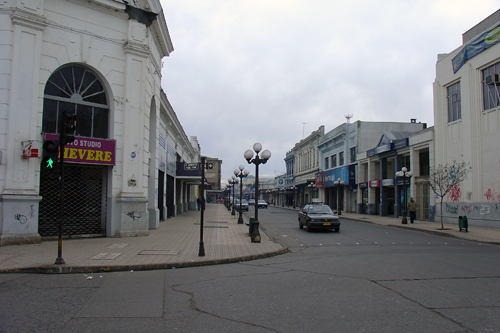
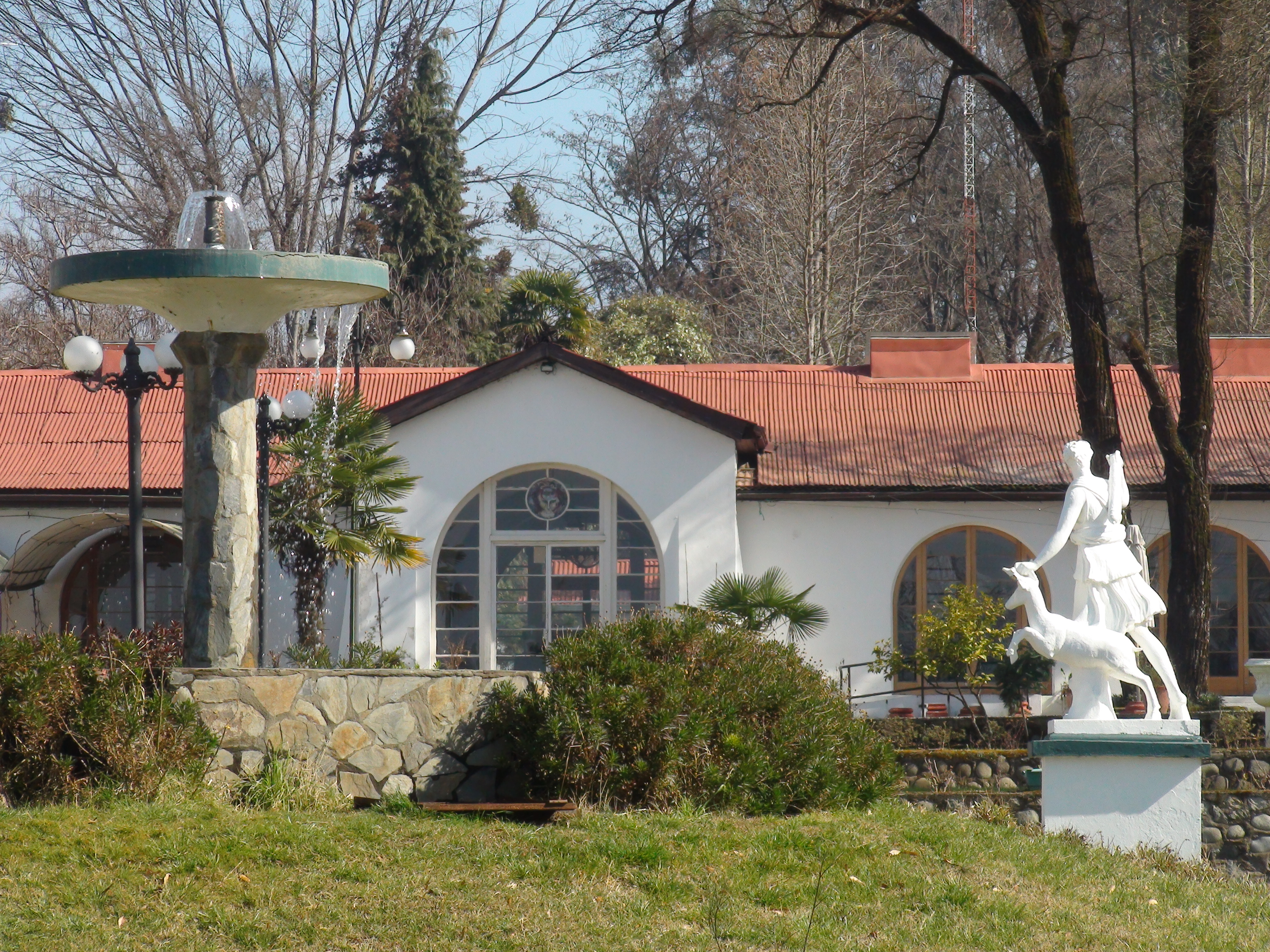
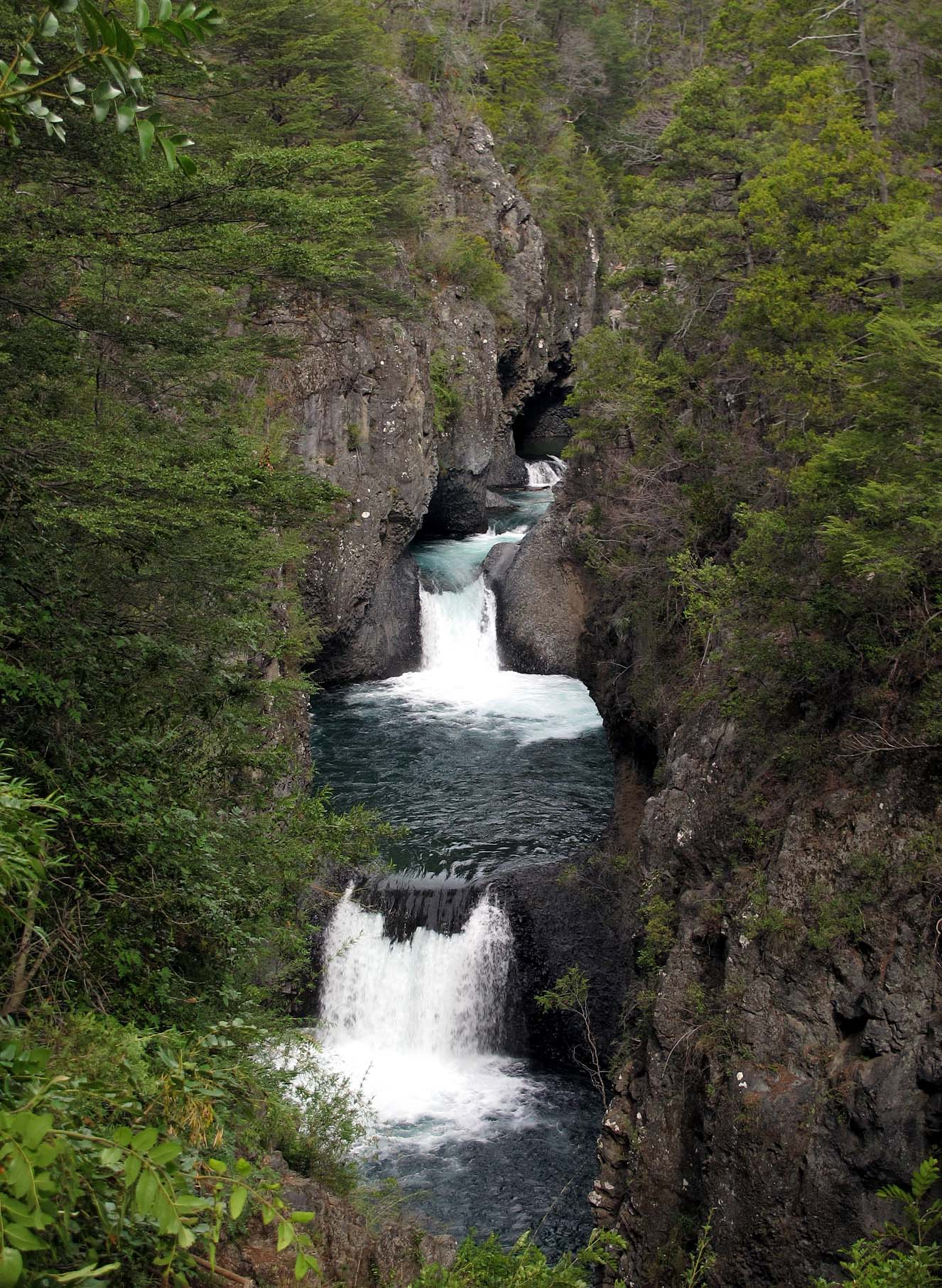
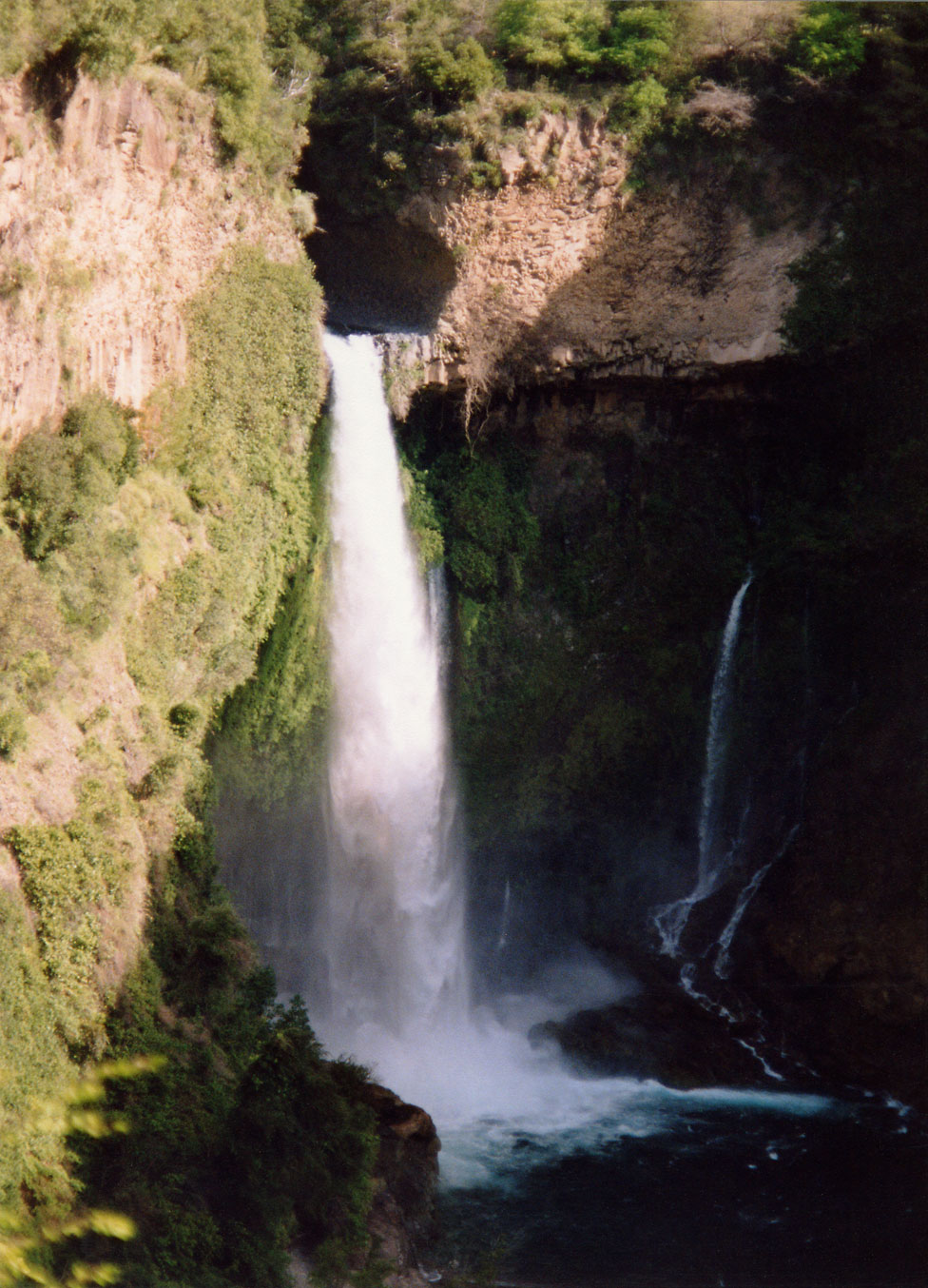
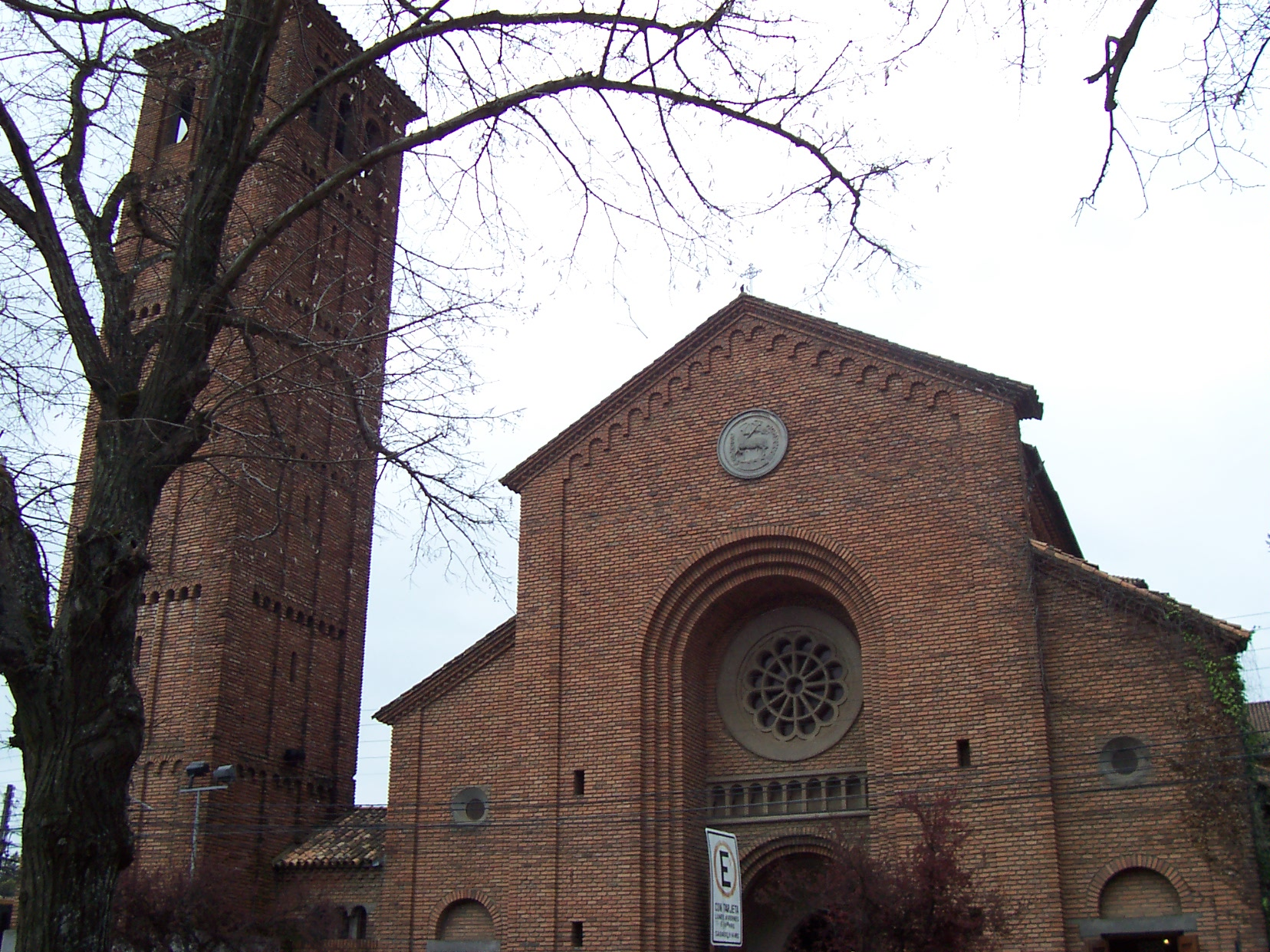